# Michel Tilmant
Michel Tilmant (21 de juliol de 1952) és l'actual CEO de l'operador bancari mundial i assegurances d'empreses amb seu corporativa als Països Baixos, ING Group.

## Biografia
Tilmant, es va graduar de la Université Catholique de Louvain (Louvain School of Management) en Administració d'Empreses i Afers Europeus. Va començar la seva carrera en les finances, amb Morgan Guaranty Trust Company de Nova York, que actua com a cap de serveis dels inversors europeus en París i Londres, cap d'operacions i serveis a Nova York, i gerent general de la linea de Brussel·les. El 1991 es va convertir en cap d'operacions del Banc Internacional de Luxemburg. El 1992, es van sumar a Tilmant el comitè executiu de la Banc Brussel Lambert. Es va convertir en CEO el 1997, un any abans que ING adquiris BBL. Aquell any, es va convertir en president d'ING Barings, i en el seu nomenament com a vicepresident del Grup ING i CEO d'ING Europa seguit l'any 2000. L'abril de 2004, va aconseguir Ewald Kista com a CEO d'ING Grup.